# 羅曼穎
羅曼穎（LO Man Wing, Gloria，1973年1月15日—），香港電台節目主持及第一台編導。

## 簡歷
羅曼穎為香港新界沙頭角南涌羅屋村原居民，畢業於庇理羅士女子中學，已婚（2002年）。主持及編導第一台及文教節目為主，亦有曾參與廣播劇的演出。

### 交通意外
2003年1月18日，羅曼穎在新婚蜜月假期後首次返回電台主持節目《知識會社》，路經香港電台電視大廈停車場時，被一輛24座小巴撞倒，右腿受輕傷送院。

## 主持節目
- 《講東講西》 — 香港電台第一台 星期一至五 23:00-01:00 (主要負責星期四晚)
- 《管理新思維》 — 香港電台第一台 星期日 14:00-16:00

## 過去主持節目
- 《智慧公民》(香港電台第二台)
- 《Teen 仔樂園》(香港電台第二台)
- 《知識會社》(香港電台第二台，約2005年期間)
- 《開心日報》(香港電台第一台，約2012年期間)
- 《反斗英語電台版》
- 《反斗英語2011電台版》
- 《家家有教》
- 《新文化運動》
- 《科幻解碼》
- 《English this way》
- 《科學大發現》
- 《知識就是力量》（與鄧飛，亞洲電視，被視為百萬富翁兒童版）

## 其他
- 香港考試及評核局2016年香港中學文憑考試中國語文科聆聽及綜合能力考核考材製作 - 張甘妍同學
- 香港考試及評核局2018年香港中學文憑考試中國語文科聆聽及綜合能力考核考材製作 - 常靜宜同學
- 香港考試及評核局2019年香港中學文憑考試中國語文科聆聽及綜合能力考核考材製作 - 方子晴同學
- 香港考試及評核局2020年香港中學文憑考試中國語文科聆聽及綜合能力考核考材製作 - 天心同學
- 香港考試及評核局2021年香港中學文憑考試中國語文科聆聽及綜合能力考核考材製作 - 張老師

## 外部連結
- 香港電台 節目主持介紹 （页面存档备份，存于）